# Nepenthes pilosa
Nepenthes pilosa är en tvåhjärtbladig växtart som beskrevs av Danser. Nepenthes pilosa ingår i släktet Nepenthes och familjen Nepenthaceae. Inga underarter finns listade i Catalogue of Life.

## Bildgalleri

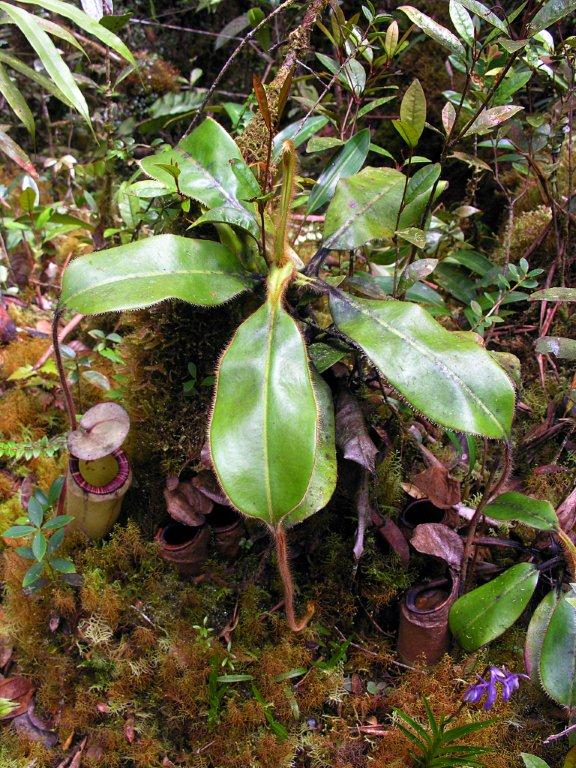
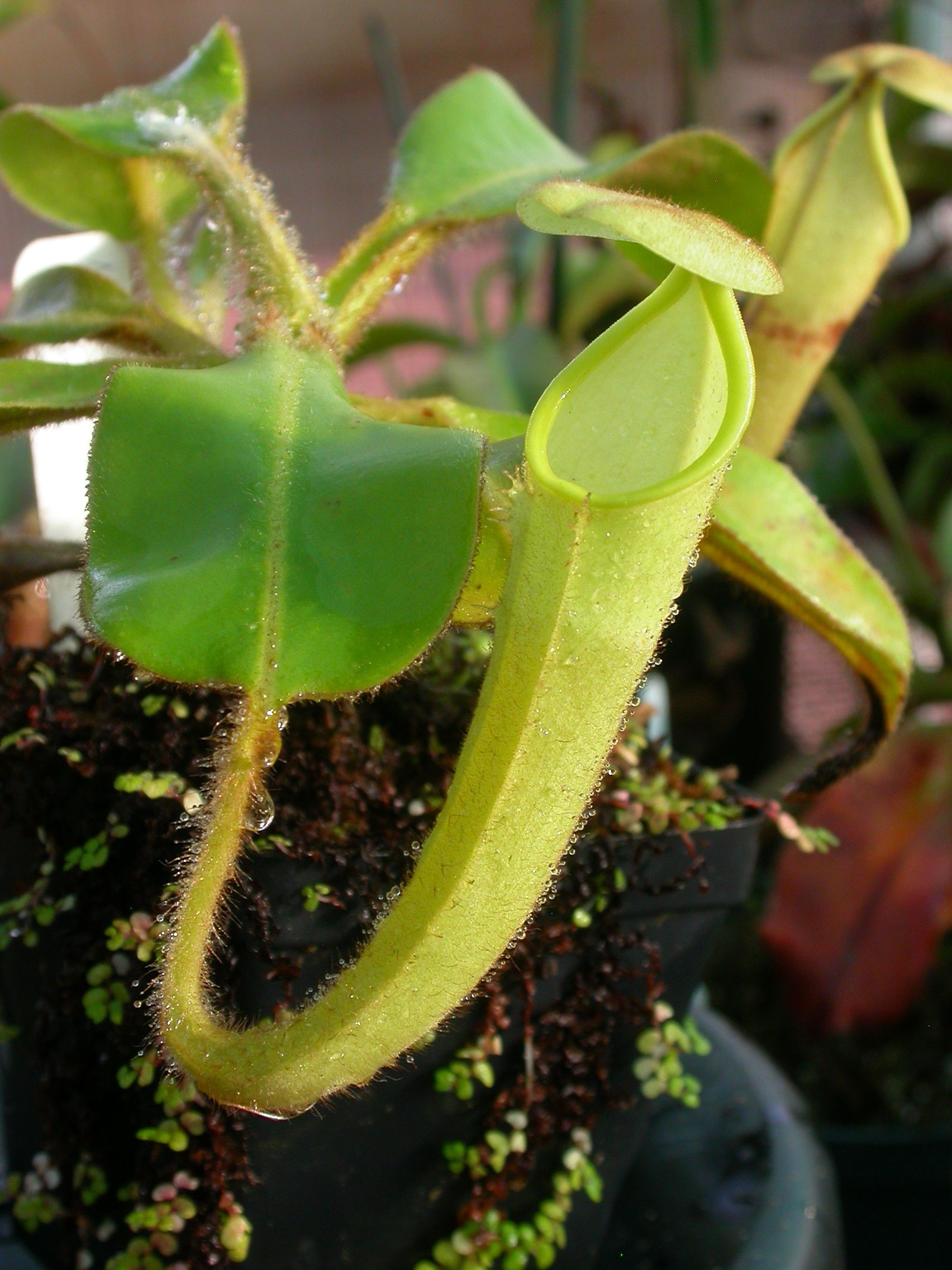